# Commissaire X : Halte au LSD
Pour plus de détails, voir Fiche technique et Distribution.
Commissaire X : Halte au L.S.D. (Kommissar X – Drei grüne Hunde) est un film d'aventures fantastique réalisé par Rudolf Zehetgruber et Gianfranco Parolini sorti en 1967. Le film est une coproduction entre l'Allemagne de l'Ouest, l'Italie, le Liban, la France et la Hongrie.
Il s'agit du quatrième film de la série Commissaire X (de), adaptée des romans de Paul Alfred Müller et produite par Theo Maria Werner.

## Synopsis
Le capitaine Tom Rowland remet à Allan Hood deux kilos de LSD à l'ambassade américaine d'Istanbul. Celui-ci doit être remis la semaine suivante par le consul américain aux troupes de l'OTAN stationnées en Turquie. La bande des Chiens verts apprend la remise et vole le LSD dans le coffre-fort de l'ambassade - le frère d'Allan, George Hood, qui se trouvait là par hasard, est enlevé et plus tard assassiné.
Tom Rowland n'a cependant remis que du sucre en poudre et a caché le vrai LSD dans sa chambre d'hôtel. Les Chiens verts maîtrisent Tom Rowland et prennent ses amis en otage afin de savoir où se trouve le LSD. Le commissaire X et l'Almann suivent les Chiens verts dans la vallée des mille collines, où l'épreuve de force a lieu.

## Fiche technique
- Titre français : Commissaire X : Halte au L.S.D.[1]
- Titre original italien : Strategic command chiama Jo Walker[2]
- Titre allemand : Kommissar X – Drei grüne Hunde[3]
- Réalisateur : Rudolf Zehetgruber, Gianfranco Parolini
- Scénario : Rudolf Zehetgruber, Giovanni Simonelli (it) (sous le nom de « Simon O’Neill »), Gianfranco Parolini, Theo Maria Werner (sous le nom de « Werner Hauff »)
- Photographie : Angelo Lotti
- Montage : Edmondo Lozzi
- Musique : Francesco de Masi
- Décors : Nico Matul
- Production : Fadel Kassar, Theo Maria Werner
- Société de production : Cinesecolo (Rome), Parnass Film (Munich), Kassar Film (Beyrouth), Comptoir Français du Film Production (Paris), Hungarofilm (Budapest)
- Pays de production :  Italie -  Allemagne de l'Ouest -  Liban -  France -  Hongrie
- Langue originale : italien
- Format : couleurs par Eastmancolor - 2,35:1 - Son mono - 35 mm
- Durée : 89 minutes
- Genre : film d'aventures fantastique
- Dates de sortie :
  - Italie : 23 mars 1967
  - Allemagne de l'Ouest : 7 avril 1967
  - France : 23 octobre 1968

## Distribution
- Tony Kendall : Commissaire X
- Brad Harris : Capitaine Tom Rowland
- Olga Schoberová : Leyla Kessler
- Christa Linder : Gisela
- Dietmar Schönherr : Allan Hood ; George Hood
- Herbert Fux : Eddie Shapiro
- Sabine Sun : Joyce Sellers
- Rossella Bergamonti : Jenny Carter
- Emilio Carrer : Inspecteur Rebat
- Carlo Tamberlani : Consul américain
- Rolf Zehett : Almann
- Samson Burke : Khemal